# Bertin Nahum
Pour les articles homonymes, voir Nahum (homonymie).
Bertin Nahum est un entrepreneur franco-béninois, né le 14 novembre 1969 à Dakar (Sénégal). Il est le fondateur de la société Medtech, à l'origine de la technologie médicale robotisée ROSA, et président fondateur de Quantum Surgical, dédiée au traitement innovant du cancer du foie.

## Biographie

### Formation et débuts
Bertin Nahum est titulaire d'un diplôme d'ingénieur de l'Institut national des sciences appliquées de Lyon et un Master of Science en robotique de l'université de Coventry (Royaume-Uni)[réf. souhaitée].
Après ses études, il se dirige vers le domaine de l’ingénierie médicale[source insuffisante]. Il exerce ainsi diverses fonctions de management dans des sociétés de renom spécialisées en robotique chirurgicale.
En 2002, après avoir été lauréat du Concours national d’aide à la création d'entreprises de technologies innovantes du ministère de l'Éducation nationale, de l'Enseignement supérieur et de la Recherche[source insuffisante], Bertin Nahum fonde la société Medtech.

### Medtech
Développée à l'incubateur des Mines d'Alès et aujourd'hui implantée à Montpellier (Hérault)[réf. souhaitée], Medtech conçoit, développe et commercialise des robots d’assistance à la chirurgie mini-invasive du système nerveux central.
Le premier robot chirurgical développé par Medtech, BRIGIT, est destiné à la chirurgie du genou[réf. souhaitée]. En 2006, Zimmer Holdings, leader mondial de la chirurgie orthopédique, achète l’ensemble du portefeuille de brevets de BRIGIT[réf. souhaitée].
Le second robot, ROSA Brain, est destiné à la neurochirurgie[réf. souhaitée]. Les pathologies concernées sont entre autres l’épilepsie, la maladie de Parkinson, la dystonie généralisée, le cavernome, l’hydrocéphalie[réf. souhaitée]. Des milliers de patients ont été opérés à l'aide du robot ROSA Brain[source insuffisante], présent dans de nombreux établissements hospitaliers en Europe, en Amérique du Nord, en Asie et au Moyen-Orient[réf. souhaitée].
En juillet 2014, Medtech obtient le marquage CE pour son second robot, ROSA Spine, permettant la chirurgie mini-invasive de la colonne vertébrale[réf. souhaitée]. Fin 2014, un premier patient est opéré avec succès à l’aide du robot ROSA Spine par le service de neurochirurgie du Centre Hospitalier-Universitaire Amiens-Picardie, dans le cadre d’une pathologie dégénérative de la colonne vertébrale[réf. souhaitée].
En novembre 2013, Medtech est introduite en bourse, levant 20 millions d’euros sur le marché réglementé de NYSE Euronext à Paris, compartiment C[source insuffisante].
En juillet 2016, le groupe américain Zimmer Biomet acquiert Medtech, pour 164 millions d'euros[réf. souhaitée].

### Quantum Surgical
Le 31 janvier 2017, Bertin Nahum quitte le groupe Zimmer Biomet[source insuffisante]. En février 2017, il annonce la création de Quantum Surgical, accompagné d'anciens collaborateurs de Medtech devenus associés[réf. souhaitée]. Basée à Montpellier (Hérault), l'entreprise développe la plateforme Epione, un système d'assistance robotique à l'ablation percutanée[réf. souhaitée]. Cette procédure est une alternative à la chirurgie et permet de traiter des tumeurs particulièrement difficiles à atteindre, par leur taille ou leur localisation.
Epione est dédiée au traitement peu invasif des cancers de l'abdomen : foie, reins, pancréas.
Une étude clinique sur l'utilisation d'Epione dans le traitement des métastases pulmonaires est lancée en avril 2023 à Gustave-Roussy.
Le robot Epione est disponible à Gustave-Roussy et aux Hospices civils de Lyon[réf. souhaitée]. Le premier patient a été traité aux Etats-Unis en mai 2023 à l'hôpital Baptist Health South Florida de Miami. Près de 200 patients ont été traités dans le monde.
En novembre 2022, Quantum Surgical a reçu le Prix Galien USA, l'équivalent du prix Nobel de la recherche biopharmaceutique.
En juin 2023, Quantum Surgical est lauréat du programme French Tech 2030.

## Distinctions
En septembre 2012, Bertin Nahum est classé quatrième entrepreneur high-tech le plus révolutionnaire du monde par une publication de la revue canadienne Discovery Series[source insuffisante], derrière Steve Jobs, Mark Zuckerberg et James Cameron.
En septembre 2013, Bertin Nahum reçoit les insignes de chevalier de la Légion d’honneur.
En novembre 2014, Bertin Nahum reçoit le titre honorifique de Docteur en Technologie par l’Université de Coventry (Royaume-Uni), en témoignage de sa contribution essentielle à la profession médicale et à l’amélioration des procédures chirurgicales grâce à la technologie robotique.[réf. nécessaire]